# Alfred Hillebrandt

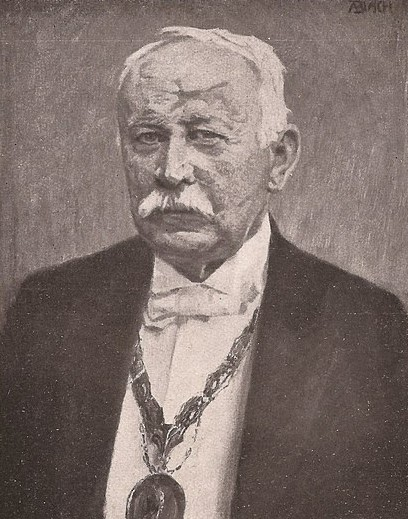
Alfred Hillebrandt

Alfred Hillebrandt (* 15. März 1853 in Groß Nädlitz, Provinz Schlesien; † 18. Oktober 1927 in Deutsch-Lissa) war ein deutscher Philologe und Hochschullehrer in Breslau.

## Leben
Hillebrandt studierte an der Königlichen Universität Breslau Philologie. 1872 wurde er Mitglied des Corps Marcomannia Breslau. In Breslau wurde er 1875 zum Dr. phil. promoviert. Er habilitierte sich 1877 und wurde 1883 zum a.o. Professor für Sanskrit ernannt. 1887 kam er auf den Lehrstuhl. 1907 wurde er zum korrespondierenden Mitglied der Göttinger Akademie der Wissenschaften gewählt. Er verfasste etwa 50 Schriften über altindische Kultur und wurde zu einem der größten Sanskritologen. Er wurde zum Geh. Regierungsrat ernannt und in das Preußische Herrenhaus berufen. Ab 1901 war er Mitglied der Schlesischen Gesellschaft für vaterländische Kultur. Für die akademischen Jahre 1901/02 und 1910/11 wurde er zum Rektor der Universität Breslau gewählt; 1911 wurde sie in Schlesische Friedrich-Wilhelms-Universität umbenannt. In seiner Rektoratsrede am 15. Oktober 1901 befasste er sich mit Altindien und der Kultur des Ostens. Die Emeritierung war 1921. Marcomannia machte ihn zum Ehrencorpsburschen und nahm auch seinen Sohn Roderich auf.

## Werke

### Selbstständige Werke
- Ueber die Göttin Aditi, 1876. Dig.
- Varuna und Mitra. Ein Beitrag zur Exegese des Veda, 1877. Dig.
- Das altindische Neu- und Vollmondsopfer in seiner einfachsten Form. Jena 1879. Dig.
- Alt-Indien: Kulturgeschichtliche Skizzen, 1899. Dig.
- Vedische Mythologie (Band 3), 1902. Dig.

### Aufsätze (Auswahl)
- Zur Lehre von den starken und schwachen Casus, in: Beiträge zur Kunde der indogermanischen Sprachen II (1878), S. 305.
- Ritual-Litteratur. Vedische Opfer und Zauber, in: Grundriss der indo-arischen Philologie. Strassburg: Karl. J. Trübner, 1897.
- Die Universitäten in: Philipp Zorn, Herbert von Berger (Schriftleitung): Deutschland unter Kaiser Wilhelm II. Hrsg. von Siegfried Körte, Friedrich Wilhelm von Loebell u. a. 3 Bände. R. Hobbing, Berlin 1914, S. 1053–1063.
- Ueber die Anfänge des indischen Dramas, München 1914 In: Sitzungsberichte der Königlich-bayrischen Akademie der Wissenschaften, Digitalisat MDZ München
- Der freiwillige Feuertod in Indien und die Somaweihe, München 1917 In: Sitzungsberichte der Königlich-bayrischen Akademie der Wissenschaften, Digitalisat MDZ München